# NGC 1421
NGC 1421 este o intermediate spiral galaxy⁠(d) situată în constelația Eridanul. A fost descoperită în 1 februarie 1785 de către William Herschel. Se află la o distanță de 19,86 megaparseci de Pământ.